# Ice Hockey Superleague
Ice Hockey Superleague var en professionell ishockeyliga i Storbritannien åren 1996-2003, och ersatte gamla Premier Division i British Hockey League. Ligan upplöstes i sin tur efter säsongen 2002/2003, och ersattes av Elite Ice Hockey League.  Fastän upp- och nerflyttningsmodellen tillämpades överfördes vissa lag mellan Superleague och British National League, då den senare i praktiken klassades som andra division.

## Lag
- Ayr Scottish Eagles (1996–2002)
- Basingstoke Bison (1996–1998)
- Belfast Giants (2000–2003)
- Bracknell Bees (1996–2003)
- Cardiff Devils (1996–2001)
- London Knights (1998–2003)
- Manchester Storm (1996–2002)
- Newcastle Jesters (tidigare Newcastle Cobras, senare Newcastle Riverkings) (1996–2001)
- Nottingham Panthers (1996–2003)
- Sheffield Steelers (1996–2003)

## Mästare
1996/1997 - Cardiff Devils

1997/1998 - Ayr Scottish Eagles

1998/1999 - Manchester Storm

1999/2000 - Bracknell Bees

2000/2001 - Sheffield Steelers

2001/2002 - Belfast Giants

2002/2003 - Sheffield Steelers